# Seznam slovenskih trobentarjev
Seznam slovenskih trobentarjev.

## A
Bojan Adamič -
Stanko Arnold -
Zoran Ažman -

## B
Igor Berlak -
Mitja Bobič -
Boštjan Bone -
Matej Bovhan -
Matic Bovhan -
Tone Božič -
Tomaž Bukovc - Dejan Brečko

## C
Žan Cesar -

## Č
Ludvik Čibej -

## D
Denis Daneu - Simon Debelec -
Miklavž Dobovišek -
Matjaž Dobrovnik -
Danilo Dominko -
Ljuben Dimkaroski

## E
Miroslav Erjavec -

## F
Milan Feguš -
Peter Firšt -
Urban Fele -
Dejan Frece -

## G
Tomaž Gajšt -
Dejan Glamočak -
Rok Godec -
Anej Gorenjak -
Andrej Gorenjak -
Boštjan Gorjup -
Domen Gracej -
Jure Gradišnik - Gregor Grašič -
Pavel Grašič -
Anton Grčar -
Tomaž Grintal -
Gregor Gubenšek - Matej Guzelj

## H
Edvard Holnthaner -

## I
Luka Ipavec - 

## J
David Jarh -
Matjaž Jevšnikar -
Peter Jevšnikar -Janez Junger

## K
France Kapus -
Matjaž Kavčič -
Jože Kelbl -
Tibor Kerekeš -
Peter Kladnik - 
Aleš Klančar -
Urban Koder -
Urban Kolar -
Igor Konečnik -
Janez Kopše -
Franc Korbar -
Andrej Koren -
Marijan Korošec -
Franc Kosem -
Franc Košir -
Anže Krajnc -
Dominik Krajnčan -
Matej Kravcar -
Urška Kurbos -

## L
Stanislav Lašič - 
Ivan Lavrič -
Izidor Leitinger -
Janez Lorber - 

## M
Igor Maroševič -
Igor Matković -
Marko Misjak -

## N
Rok Nemanič-Nemo -
Simon Novak –

## O
Andrej Osana -

## P
Vili Pangeršič - Uroš Pavlovič -
Jože Pegam -
Lado Pengov - Miha Petek (baročna trobenta) -
Vili Petrič -
Dejan Podbregar -
Jaka Pucihar -
Tomaž Podlesnik -
Leon Polanc -
Stanko Praprotnik -
Ivan Prešern -
Danilo Pšeničnik -
Benjamin Prešern - Roman Podlesnik  -
Leon Pokeržnik

## R
Marko Razboršek -
Dušan Remšak -
Renato Ribič -
Matej Rihter -
Marko Repnik - 
Andrej Rebernik - 
Anžej Remšak -
Matjaž Rode -

## S
Miro Saje - Mario Sancin -
Mojmir Sepe -
Jernej Senegačnik -
Aleksander Skale -
Julijan Stanič -
Matevž Strlič -

## Š
Erik Šemrov -
Vinko Šetinc -
David Špec - Jezernik - Egon Šušmelj 

## T
Rado Tihelj -
Damir Tkavc -
Blaž Turinek -
Gregor Turk -Primož Terglav

## U
Petar Ugrin -

## V
Janez Vouk -
Bogo Vrhunc -

## Z
Nejc Zahrastnik -
Stojan Zafred -
Ladislav Zupančič - Kristijan Zupan

## Ž
Dečo Žgur - Jože Žitnik - Franc Žugelj  